# Volejbalový klub Karlovarsko
Il Volejbalový klub Karlovarsko è una società pallavolistica maschile ceca con sede a Karlovy Vary: milita nel campionato ceco di Extraliga.

## Rosa 2017-2018
| N° | Nome               | Ruolo | Data di nascita  | Nazionalità sportiva |
| -- | ------------------ | ----- | ---------------- | -------------------- |
| 1  | Jan Štefko         | P     | 26 novembre 1996 | Rep. Ceca            |
| 2  | Tomáš Petrák       | L     | 8 febbraio 2000  | Rep. Ceca            |
| 3  | Daniel Pfeffer     | L     | 27 aprile 1990   | Rep. Ceca            |
| 7  | Michal Kriško      | S/O   | 23 novembre 1988 | Rep. Ceca            |
| 8  | Jiří Škubal        | C     | 7 marzo 2000     | Rep. Ceca            |
| 9  | Ondřej Hudeček     | S     | 9 maggio 1981    | Rep. Ceca            |
| 11 | Henri Treial       | C     | 28 maggio 1992   | Estonia              |
| 12 | Gregor Ropret      | P     | 1º marzo 1989    | Slovenia             |
| 13 | Radoslav Prešinský | C     | 14 gennaio 1989  | Slovacchia           |
| 16 | Tomáš Široký       | C     | 26 ottobre 1982  | Rep. Ceca            |
| 17 | Zdeněk Málek       | S     | 7 novembre 1990  | Rep. Ceca            |
| 18 | Filip Rejlek       | S/O   | 10 maggio 1981   | Rep. Ceca            |
| 19 | Marek Zmrhal       | S     | 10 agosto 1993   | Rep. Ceca            |

## Palmarès
- Campionato ceco: 3

2017-18, 2020-21, 2021-22
- Supercoppa ceca: 2

2021, 2022